# Mine de Kambove
La mine de Kambove, est une mine à ciel ouvert de cuivre située dans la province du Haut-Katanga en République démocratique du Congo.